# White Eagle Glacier
Der White Eagle Glacier (englisch; polnisch Lodowiec Orla Białego ‚Weißer-Adler-Gletscher‘) ist ein Gletscher auf King George Island im Archipel der Südlichen Shetlandinseln. Er liegt oberhalb des Lions Rump und ist ein Abzweig des Kraków Dome.
Polnische Wissenschaftler benannten ihn nach dem polnischen Wappentier.